# Luís Filipe Vieira
Luís Filipe Ferreira Vieira (Lisszabon, 1949. június 22. –) portugál, ingatlanokkal foglalkozó üzletember, 2003 óta az SL Benfica 33. elnöke. Ezen felül ő a klub SAD igazgatóságnak is az elnöke.

## Profi pályafutása
São Domingos de Benficában született, Vieira a profi pályafutását a gumiiparban kezdte meg, ahol a "Kadhafi dos pneus" (A gumik Kadhafija) név ragadt rá. Később átment az építőiparba. Két társával megalapította 1985-ben az Obrivercát, melyet Portugália egyik legnagyobb építőipari vállalataként tartottak számon. 2008-ban, héz évvel azután, hogy elhagyta a vállalatot, Vieirát a portugál Exame Portugália 74. leggazdagabb emberének tartott, becsült vagyona ekkor 162 millió EUR volt, melynek forrása leginkább a Grupo Inland ingatlanvállalkozás volt, ami a fia, Tiago által üzemeltetett Promovalor gazdasági csopirthoz tartozott, ahol Vieria benn volt az igazgatóságban.
1991 májusban Vieira lett tíz évre az F.C. Alverca labdarúgóklub elnöke. 2001-ben felfüggesztette az elnökségét, elhagyta a klubot, majd  az SL Benfica SAD-jának tanácsadója lett, de ekkor két rivális, az Sporting CP és az FC Porto fitető tagja volt, a klubbal pedig több üzletet is kötött mint az Alverca elnöke.
2018 januárban az  Expresso újság azt írta, hogy a portugál Novo Banco és Vieira a számos ingatlanjához kapcsolódó 400 millió dolláros befektetés átstruktuŕálásáról tárgyalt. Röviddel később, január 31-én a Portugál Főügyészség megerősítette, hogy  Vieira hivatalosan is meg lett gyanusítva az Operação Lex ügyben befolyással való üzérkedéssel. 2018-ban  Vieira állítólag pozíciót ajánlott a Benficánál az akkor bíróként dolgozó Rui Rangelnek, ha felfüggesztik a családja érdekeltségébe tartozó egyik cég elleni jogi eljárást.